# Ornes (Norwegen)

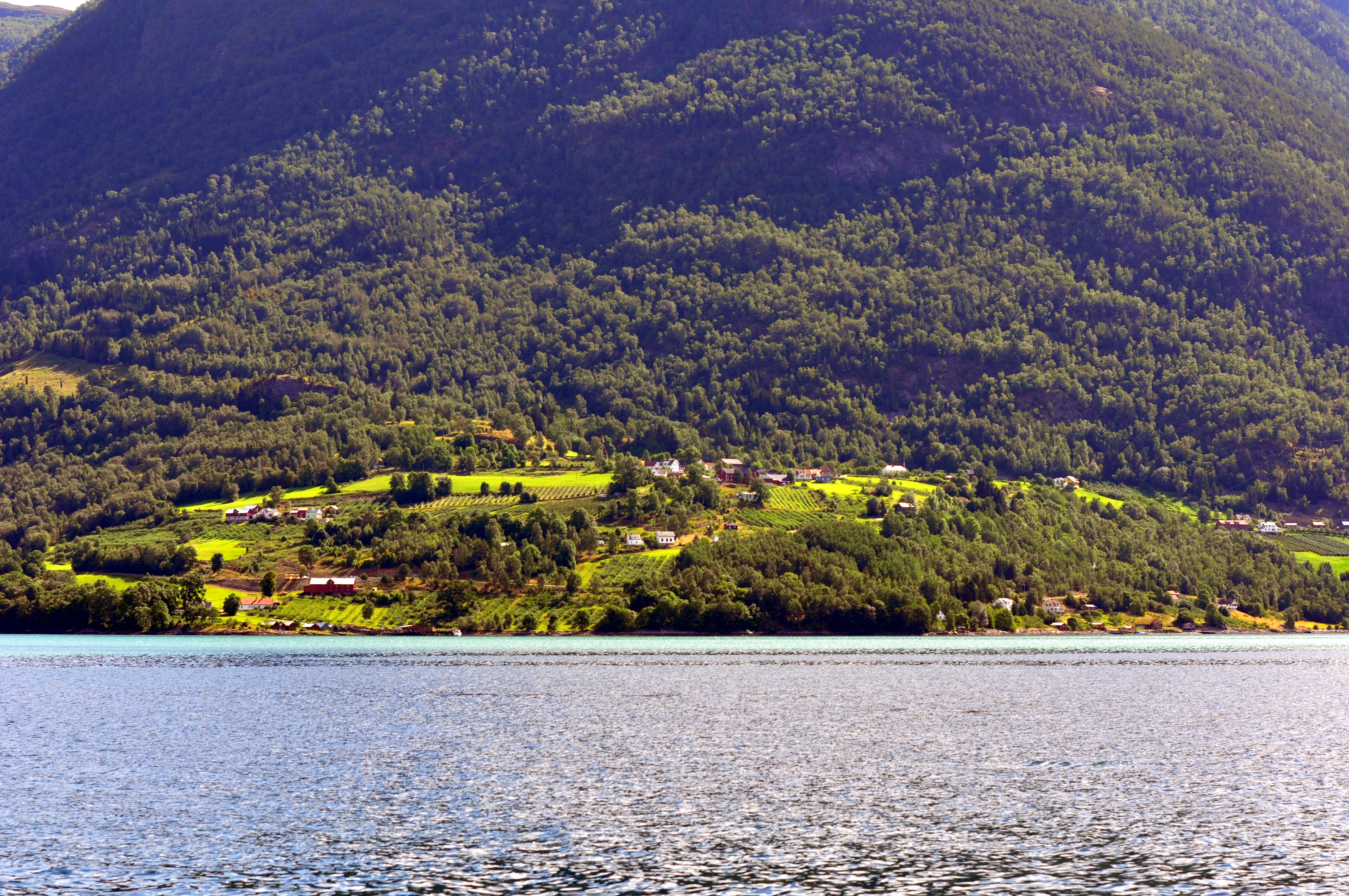
Ornes im Jahr 2010, aufgenommen von der Fähre kommend von Solvorn

Ornes (manchmal Urnes geschrieben) ist ein kleiner Ort in der Gemeinde Luster in der Provinz Vestland in Norwegen. Der Ort zählte bei der Volkszählung 2001 63 Einwohner. Er liegt an einem Berghang beim Lusterfjord, dem innersten in nördlicher Richtung abzweigenden Seitenarm des Sognefjords. Ornes liegt gegenüber Solvorn. Zwischen diesen beiden Orten verkehrt eine Autofähre. Bekannt ist Ornes für die Stabkirche Urnes, die zuoberst über dem Ort liegt und als älteste Stabkirche der Welt gilt. Sie wurde 1979 in die Liste des UNESCO-Weltkulturerbes aufgenommen.